# (5414) Sokolov
(5414) Sokolov es un asteroide perteneciente al cinturón de asteroides, descubierto el 11 de septiembre de 1977 por Nikolái Stepánovich Chernyj desde el Observatorio Astrofísico de Crimea (República de Crimea).

## Designación y nombre
Designado provisionalmente como 1977 RW6. Fue nombrado Sokolov en honor a Viktor Georgievich Sokolov especialista en métodos analíticos de la mecánica celeste y secretario científico del Instituto de Astronomía Teórica. Su trabajo científico y organizativo es un componente esencial de la actividad del Instituto y contribuye significativamente a su operación exitosa.

## Características orbitales
Sokolov está situado a una distancia media del Sol de 2,886 ua, pudiendo alejarse hasta 3,134 ua y acercarse hasta 2,638 ua. Su excentricidad es 0,085 y la inclinación orbital 2,099 grados. Emplea 1791,24 días en completar una órbita alrededor del Sol.

## Características físicas
La magnitud absoluta de Sokolov es 12,8. Tiene 7,643 km de diámetro y su albedo se estima en 0,276. 